# レッド・ホット・チリ・ペッパーズのメンバーの一覧
レッド・ホット・チリ・ペッパーズ (Red Hot Chili Peppers) は、アメリカ合衆国カリフォルニア州で1983年に結成された、オルタナティヴ・ロックバンドである。バンドはロサンゼルスのフェアファクス高校の同級生であるヴォーカルのアンソニー・キーディス、ギタリストのヒレル・スロヴァク、ベーシストのマイケル“フリー”バルザリー、ドラマーのジャック・アイアンズにより、在学中に結成された。結成当初から、レッド・ホット・チリ・ペッパーズは4人編成で活動を続けており、現在までに通算15名の所属メンバーが存在する。
EMIとレコーディング契約を結ぶ2週間前既に、ヒレルとアイアンズは同時に所属していたバンド、ホワット・イズ・ディス?のメンバーとしてMCAレコードとレコーディング契約を結んでおり、チリ・ペッパーズを脱退していた 。キーディスとフリーは、チリ・ペッパーズを解散せずに、ギタリストのジャック・シャーマンとドラマーのクリフ・マルティネスを代わりのメンバーとして迎えて活動することに決め、1984年8月10日にデビュー・アルバム『レッド・ホット・チリ・ペッパーズ』を発表した。続いて行われたツアーの期間中、アンソニーとシャーマンの間にあった音楽性、個人の生き方の相違から生じる緊張状態が、コンサートや他のバンド活動に支障を来すようになり、シャーマンは解雇され、ホワット・イズ・ディス?での活動に飽きたスロヴァクが1985年にチリ・ペッパーズに復帰する。1986年の夏にはマルティネスも、他のメンバーとの性格の不一致を理由に解雇され、その頃、他に契約もなくなり失職状態だったアイアンズがチリ・ペッパーズに復帰する。しかし、この頃にはアンソニーとヒレルが重度の麻薬中毒状態に陥っており、このためアンソニーは同じ年にバンドを一時脱退している。3枚目のアルバム、『ジ・アップリフト・モフォ・パーティ・プラン』のプロモーション・ツアーを終えて間もない1988年6月25日、ヒレルがヘロインの過剰摂取により急死する。これを受けてアイアンズも、「友人が死んだバンドの一部になりたくない」と言い残してバンドを脱退してしまう。
ヒレルの死とアイアンズの脱退という事態に対処するため、アンソニーとフリーは一時的にパンクバンドデッド・ケネディーズのドラマーD・H・ペリグロと、Pファンクのギタリストデュアン・マクナイトを起用するが、どちらも目立った活躍がなく、すぐに交代する事になる。しかし、D・H・ペリグロはその短い在籍期間に唯一、チリ・ペッパーズに後々まで続く、重要な結果をもたらした。自分の知人であるジョン・フルシアンテが、空席となっていたギタリストの座を埋めるオーディションを受けることになったのである。建設的なジャム・セッションの後、フルシアンテを新メンバーとして迎え入れることが全員一致で決定された。バンドは何度か公開オーディションを行ったものの、代わりのドラマーを見つけられずにいた。やがて、バンドの友人が自分の知り合いのドラマー、チャド・スミスを紹介する。スミスは、その友人によれば「(ドラムを)朝飯に食う」ほどの達人であった。スミスとのジャム・セッションは成功裏に終わり、アンソニーとフリー、フルシアンテは彼を新ドラマーとしてチリ・ペッパーズに迎え入れた。
『ブラッド・シュガー・セックス・マジック』発表後のツアーの最中の1992年5月に、フルシアンテはバンドの新たな成功と自身の薬物中毒による重圧から、突然バンドを脱退する。カリフォルニアのパンクバンドサークル・ジャークスのベーシスト、ザンダー・シュロスが代理に起用されるが、バンドの方向性に合わないとの理由でアンソニーとフリー、スミスはわずか4日で解雇している。ギタリストのアリク・マーシャルがシュロスの後任となったが、彼らの6枚目のアルバム製作の準備中に他のメンバーとの間に緊張状態が生じ、1993年初めに解雇されている。公開オーディションの結果、ジェス・トビアスが新ギタリストとして起用されるも、短期間で解雇されている。他のメンバーによれば「相性がよくなかった」とのことであった。1993年9月5日、バンドはようやくジェーンズ・アディクションのギタリスト、デイヴ・ナヴァロを迎え入れることに決定した。
1998年4月、音楽性の相違からナヴァロがチリ・ペッパーズを脱退したことが発表された。アンソニーによれば、この脱退は「お互い納得の上」のものであったという。同じ月、フリーがフルシアンテの元を訪問し、バンドへの復帰を要請。この申し出に感動し、すでに薬物中毒からも脱していたフルシアンテは喜んで復帰に同意する。
2007年終わりに、チリ・ペッパーズは一時活動を停止し、主な理由としてアンソニーは消耗しきったことを挙げた。
2009年12月、フルシアンテは自身の公式ウェブサイト上で、ソロ活動に専念するため、活動停止期間中にチリ・ペッパーズを脱退したことを発表した。多くの憶測が流れる中、チャド･スミスは2010年2月8日、前回のツアーメンバーであったギタリスト、ジョシュ・クリングホッファーがフルシアンテの後任であることを認めた。
2019年12月、ジョシュ・クリングホッファーの脱退とジョン・フルシアンテの二度目の復帰がバンド公式インスタグラムより発表された。
2020年8月、ジャック・シャーマンが死去。

## メンバー

### 現在
2019年現在、レッド・ホット・チリ・ペッパーズは、ヴォーカリスト、ベーシスト、ドラマー、ギタリストそれぞれ1名ずつで編成されている。
| 画像                   | 氏名                                               | 在籍年                         | 担当楽器                                     | 参加した作品 |
| ---------------------- | -------------------------------------------------- | ------------------------------ | -------------------------------------------- | --- |
| —                      | アンソニー・キーディス (Anthony Kiedis)            | 1983–1986 (一時脱退) 1986 以降 | ヴォーカル                                   | 全ての作品 |
| Michael "Flea" Balzary | マイケル“フリー”バルザリー (Michael "Flea"Balzary) | 1983 以降                      | ベース、トランペット、バッキング・ヴォーカル | 全ての作品 |
| Chad Smith             | チャド・スミス (Chad Smith)                        | 1988 以降                      | ドラムス、パーカッション                     | 『母乳』以降の全ての作品 |
| John Frusciante        | ジョン・フルシアンテ (John Frusciante)             | 1988–1992, 1998–2009, 2019-    | ギター、キーボード、バッキング・ヴォーカル   | 『母乳』 (1989)、『ブラッド・シュガー・セックス・マジック』 (1991)、『カリフォルニケイション』 (1999)、『バイ・ザ・ウェイ』 (2002)、『ステイディアム・アーケイディアム』 (2006) |

### 過去に在籍したメンバー
過去にレッド・ホット・チリ・ペッパーズに在籍したことのあるメンバーは、ギタリスト8名、ドラマー3名である。
| 画像             | 氏名                                                | 在籍年          | 担当楽器                                         | 参加した作品 |
| ---------------- | --------------------------------------------------- | --------------- | ------------------------------------------------ | --- |
| —                | ヒレル・スロヴァク (Hillel Slovak)                  | 1983, 1985–1988 | ギター、バッキング・ヴォーカル                   | 『フリーキー・スタイリー』 (1985)、『ジ・アップリフト・モフォ・パーティ・プラン』 (1987)、『アビイ・ロード E.P.』 (1988) |
| —                | ジャック・アイアンズ (Jack Irons)                   | 1983, 1986–1988 | ドラムス、パーカッション、バッキング・ヴォーカル | 『ジ・アップリフト・モフォ・パーティ・プラン』 (1987)、『アビイ・ロード E.P.』 (1988)                                    |
| —                | ジャック・シャーマン (Jack Sherman)                 | 1983–1985       | ギター、バッキング・ヴォーカル                   | 『 レッド・ホット・チリ・ペッパーズ』 (1984)                                                                             |
| —                | クリフ・マルティネス (Cliff Martinez)               | 1983–1986       | ドラムス、パーカッション                         | 『レッド・ホット・チリ・ペッパーズ』 (1984)、『フリーキー・スタイリー』 (1985)                                           |
| DeWayne McKnight | デュアン・マクナイト (DeWayne "Blackbyrd" McKnight) | 1988            | ギター、バッキング・ヴォーカル                   | なし |
| —                | D・H・ペリグロ (D.H. Peligro)                       | 1988            | ドラムス、パーカッション                         | なし |
| —                | ザンダー・シュロス (Zander Schloss)                 | 1992            | ギター、バッキング・ヴォーカル                   | なし |
| —                | アリク・マーシャル (Arik Marshall)                  | 1992–1993       | ギター、バッキング・ヴォーカル                   | なし |
| —                | ジェス・トビアス (Jesse Tobias)                     | 1993            | ギター、バッキング・ヴォーカル                   | なし |
| Dave Navarro     | デイヴ・ナヴァロ (Dave Navarro)                     | 1993–1998       | ギター、バッキング・ヴォーカル                   | 『ワン・ホット・ミニット』 (1995)                                                                                        |
| Josh Klinghoffer | ジョシュ・クリングホッファー (Josh Klinghoffer)     | 2010-2019       | ギター、キーボード、 バッキング・ヴォーカル      | 『アイム・ウィズ・ユー』(2011)、『ザ・ゲッタウェイ』(2016)                                                               |

### ツアーに参加したミュージシャン
レッド・ホット・チリ・ペッパーズは、その活動期間中に数多くのミュージシャンを、ツアーに参加させてきた。そのようなミュージシャンは、バンドのライヴで演奏するだけで、スタジオでの録音作品には関わっていない。
| 画像                   | 氏名                                                  | 参加年    | 担当楽器                                   | 出典   |
| ---------------------- | ----------------------------------------------------- | --------- | ------------------------------------------ | ------ |
| Josh Klinghoffer       | ジョシュ・クリングホッファー (Josh Klinghoffer)       | 2007      | ギター、キーボード、バッキング・ヴォーカル | [ 28 ] |
| Marcel Rodriguez-Lopez | マルセル・ロドリゲス＝ロペス (Marcel Rodriguez-Lopez) | 2006–2007 | キーボード、クラビネット、パーカッション   | [ 29 ] |
| —                      | ロブ・ルール (Rob Rule)                               | 1995–1996 | ギター、バッキング・ヴォーカル             | [ 30 ] |
| —                      | レイン・フェニックス (Rain Phoenix)                   | 1995–1996 | バッキング・ヴォーカル                     | [ 31 ] |
| —                      | アカシア・ラドウィッグ (Acacia Ludwig)                | 1995–1996 | バッキング・ヴォーカル                     | [ 32 ] |
| —                      | ヴィッキ・カルフーン (Vicki Calhoun)                  | 1989–1990 | バッキング・ヴォーカル                     | [ 27 ] |
| —                      | フィリップ・フィッシャー (Philip "Fish" Fisher)       | 1988      | ドラムス、パーカッション                   | [ 27 ] |
| —                      | キース・バリー (Keith "Tree" Barry)                   | 1987–1990 | サクソフォーン                             | [ 27 ] |